# Houla (Libano)
Houla (in arabo  حولا‎?)  è un centro abitato e comune (municipalité) del Libano sudorientale situato nel distretto di Marjayoun, governatorato di Nabatiye, a 900 metri di altitudine sulla sponda meridionale del fiume Leonte, vicino al confine con Israele.

## Storia
Alla fine di ottobre del 1948, nell'ambito della guerra arabo-israeliana, Houla fu luogo del tristemente noto massacro di Houla in cui l'esercito israeliano, dopo aver occupato il villaggio ed espulso le donne e i bambini, giustiziò la maggior parte degli uomini fra i 15 e i 60 anni; in totale fra 35 e 58 civili disarmati furono dapprima rinchiusi e poi barbaramente uccisi a colpi di mitra in un edificio che fu poi fatto esplodere, seppellendo i cadaveri sotto le sue macerie. L'avvenimento balzò al centro delle cronache israeliane e fu oggetto di discussione parlamentare alla Knesset molti anni dopo il massacro, quando Dov Yermiya, tenente colonnello dell'IDF e comandante del reparto che aveva occupato Houla, denunciò che l'efferato eccidio era stato freddamente compiuto in sua assenza da Samuele Lais, un ufficiale a lui sottoposto; Yermiya accusò Lais quando seppe che quest'ultimo era stato nominato direttore della Agenzia Ebraica.